# Chaetostoma marmorescens
Chaetostoma marmorescens är en fiskart som beskrevs av Eigenmann och Allen 1942. Chaetostoma marmorescens ingår i släktet Chaetostoma och familjen Loricariidae. Inga underarter finns listade i Catalogue of Life.